# Nyboma
Nyboma Mwan'dido is een Congolees soukousmuzikant, bekend onder de naam Nyboma en in het verleden ook wel vermeld als Dido.
Nyboma zong achtereenvolgens bij Orchestre Negro Succes, vanaf 1969 bij Baby National en vervolgens Bella Bella. Daarna richtte hij een eigen band op: Lipua Lipua. Met deze band had hij een hit met het nummer "Kamale". Zijn volgende band was Les Kamale wat in de jaren zeventig een populaire dansband was met hits als "Salanga" en "Afida na ngai". In 1979 sloot hij zich aan bij de African All-Stars in Togo, nadat oprichter Sam Mangwana was vertrokken. Met de All-Stars had hij hits met "Doublé Doublé" en "Papy Sodolo".
Nyboma heeft met bekende Congolese muzikanten gewerkt als Pepe Kalle en Koffi Olomide. Zijn album Anicet werd geproduceerd door Ibrahim Sylla.

## Discografie
- Anicet
- Nyboma & Kamale Dynamique
- Double Double
- Lipwa Lipwa De Nyboma
- Stop Feu Rouge
- Moyibi